# شهرستان آمادور (کالیفرنیا)
شهرستان آمادور شهرستانی در سیرا نوادا واقع در ایالت کالیفرنیای آمریکا می‌باشد. مطابق با سرشماری سال ۲۰۰۵ جمعیت آن معادل ۳۸٬۴۷۱ نفر می‌باشد. بخشداری آن جکسون می‌باشد. تعداد قابل ملاحظه‌ای کارخانهٔ تولید شراب در این شهرستان وجود دارد.
شهرستان آمادور در سال ۱۸۵۴ از بخش‌هایی از شهرستان کالاوراس و ال دورادو تشکیل‌شد. در سال ۱۸۶۴ بخشی از قلمروی این شهرستان به شهرستان آلپاین واگذارشد.
نام این شهرستان از نام خوزه ماریا آمادور، سرباز، گله‌دار و معدنچی که در سال ۱۷۹۴ در سانفرانسیسکو به دنیا آمده‌است گرفته شده‌است. در سال ۱۸۴۸ خوزه ماریا آمادور به همراه تعدادی از بومیان آمریکا کمپ معدن طلایی موفق در نزدیکی شهر امروزی آمادور بنا کردند. آمادور در اسپانیایی به معنی «کسی که عاشق است» می‌باشد.